# Richard Bitalis
Pour les articles homonymes, voir Bitalis.
Richard Bitalis, né le 10 janvier 1946 à Pau (Pyrénées-Atlantiques), a commencé à jouer au billard à l'âge de dix ans. Sans passer par la voie classique via le jeu de la Libre et du Cadre, il s'est lancé d'emblée dans la discipline du trois bandes grâce à Roger Conti .

## Palmarès

### Championnat du monde
- Championnat du monde de billard carambole à 3 bandes : vice-champion en 1983[3]

### Championnat d'Europe
- Championnat d'Europe de billard carambole 3 bandes : vice-champion en 1989[3]

### Championnat de France
- Onze fois champion de France[3]